# بو اريكسون
بو اريكسون (بالسويدية: Bo Ericson)‏ هو لاعب هوكي الجليد سويدي، ولد في 23 يناير 1958 في ستوكهولم في السويد.

## وصلات خارجية
- بو اريكسون على موقع EliteProspects.com (الإنجليزية)
- بو اريكسون على موقع Eurohockey.com (الإنجليزية)
- بو اريكسون على موقع HockeyDB.com (الإنجليزية)
- بو اريكسون على موقع أوليمبيديا (الإنجليزية)
- بو اريكسون على موقع اللجنة الأولمبية السويدية (السويدية)